# Samsung DeX

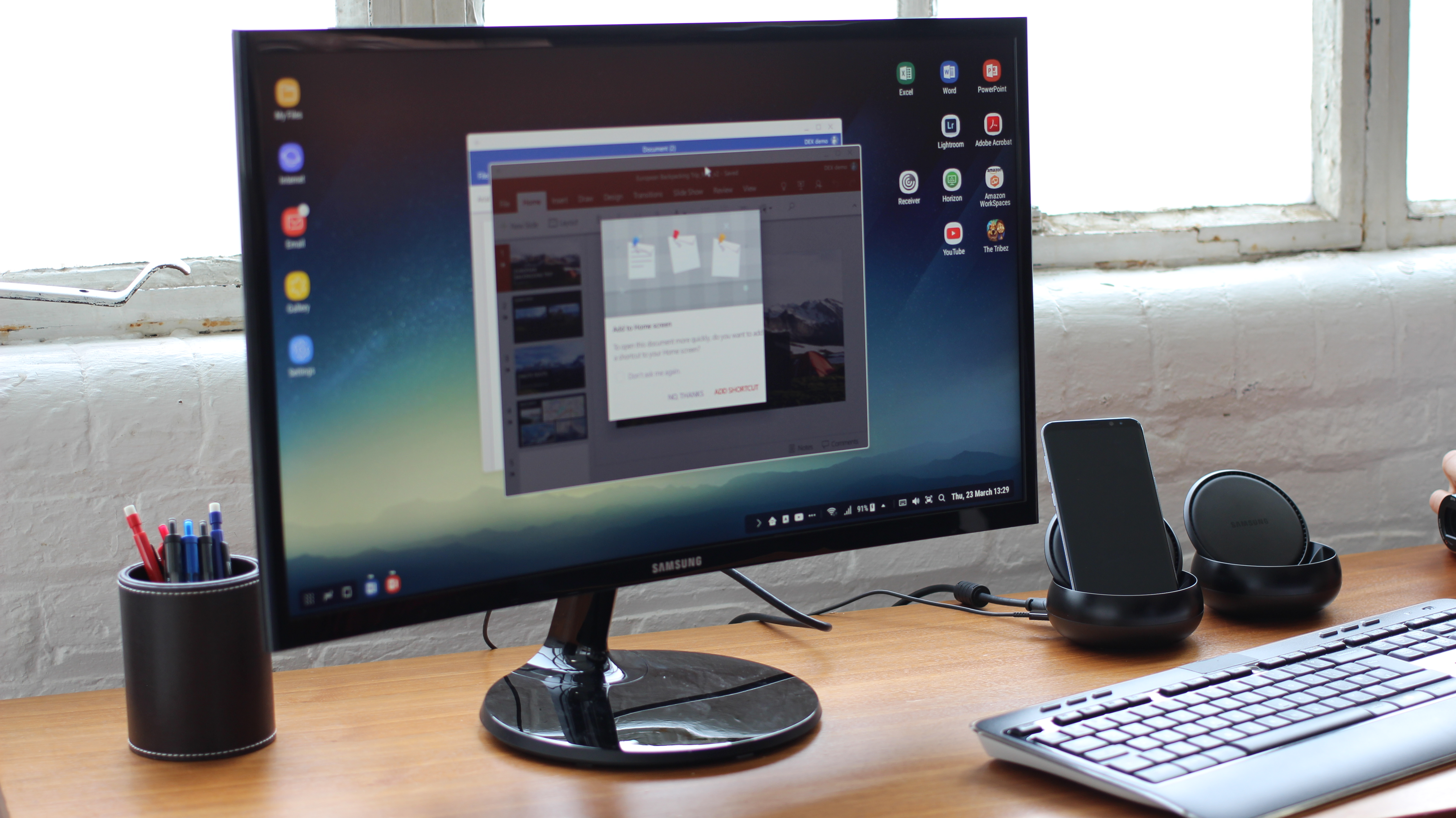
使用例。Microsoft Officeなど対応ソフトウェアを動かすことができる。

Samsung DeX とは、サムスン電子が発売する同社製のSamsung Galaxy S8シリーズおよびSamsung Galaxy Note8、Samsung Galaxy Tab S4以降向けの機能および周辺機器群である。

## 概要
対応機種を周辺機器に差し込むことでデスクトップPCのような使い方ができるのが特徴で、Microsoft Officeやブラウザなどの対応ソフトウェアを外部モニターにフルスクリーンで映したり、Windowsのようなマルチウィンドウ機能を使ったりすることも可能である。のちにUSB-HDMIケーブルのみで直接出力できるようになった。
タブレットの場合は別売りのキーボードを装着することでノートPCのように使うことができ、外部モニターに別画面を出力することが可能。
またDeXとしての機能だけでなく充電器としても使用可能である。
USBケーブルでPCと接続し、Microsoft Windows/macOS上のアプリとして動作させることのできる「DeX for PC」や、対応TVにワイヤレスで接続する機能も提供されている。

## 本体

### DeX Station

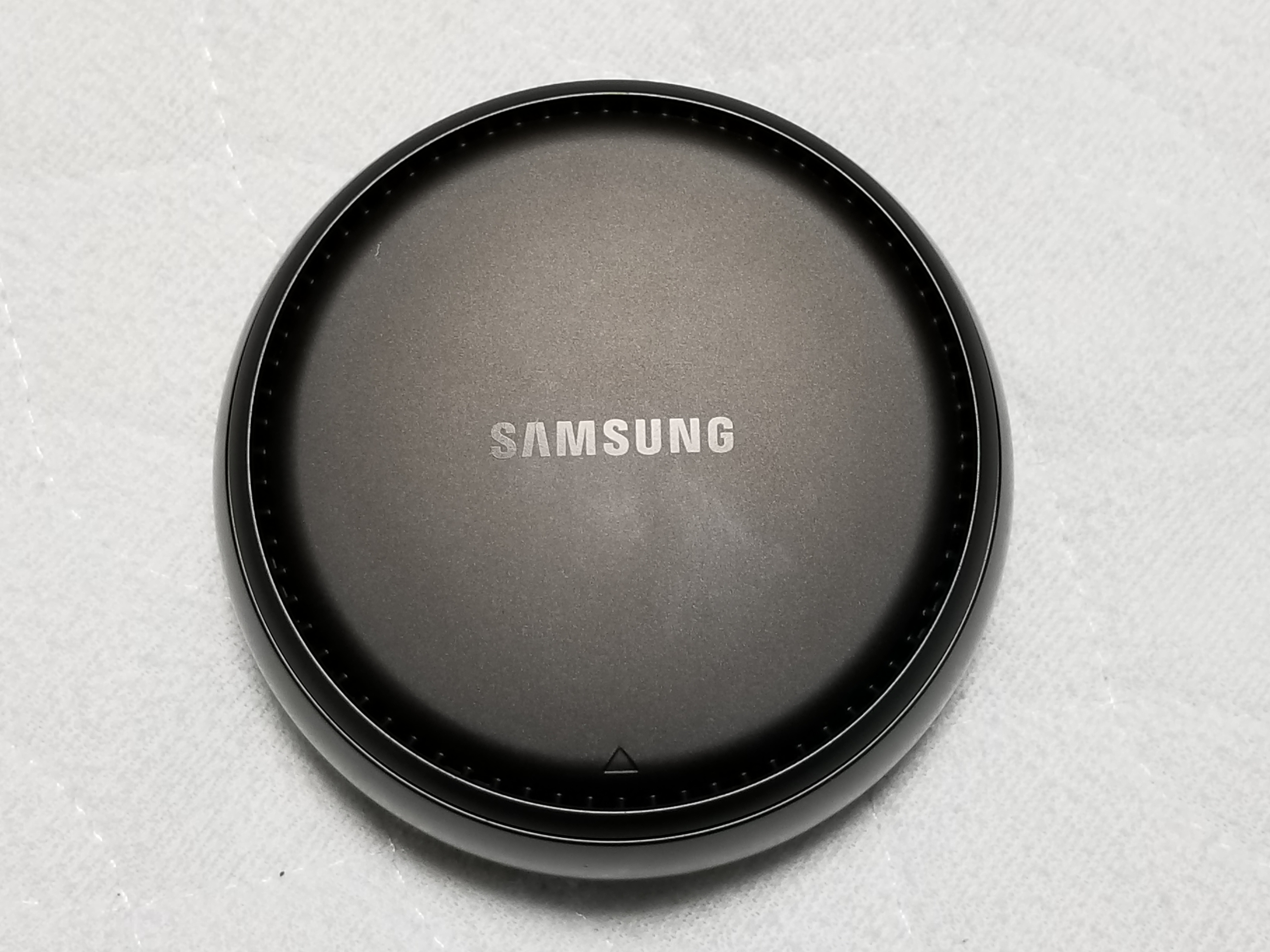
Dex Stationの天面

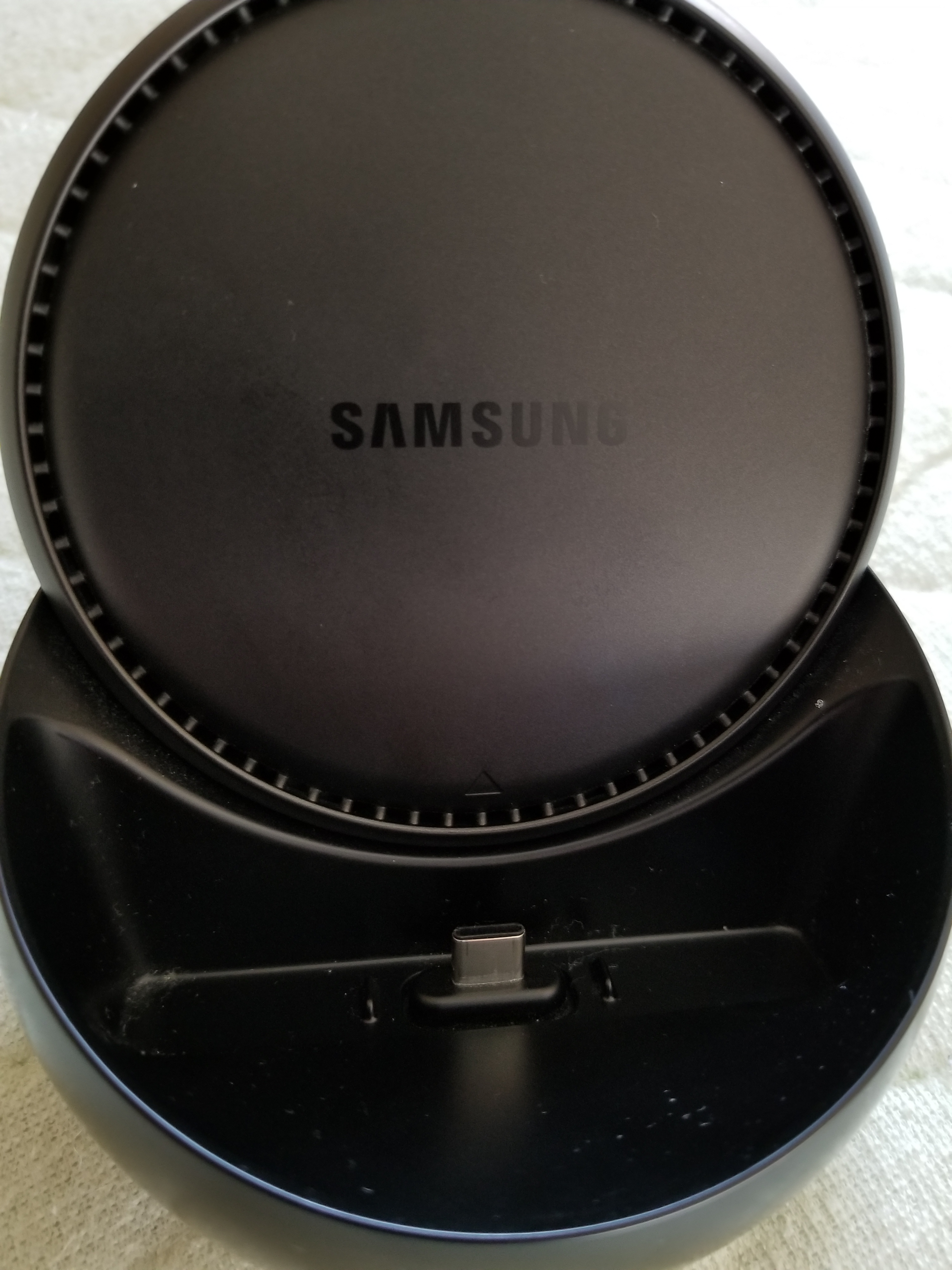
蓋を開けた状態。USB Type-C端子が見られ、使用する際はこの端子に対応端末を差し込むことになる。

2017年3月30日（日本時間）に開催された「Galaxy UNPACKED 2017」にて発表され、日本では同年11月1日に発売された。
本体は丸い外観をしており、天面の蓋を開けるとUSB Type-C端子が見られる。
本体背面に電源用のUSB Type-C端子、映像出力用のHDMI端子、有線LAN接続用のイーサネットポートをそれぞれ1基、周辺機器を接続するUSB2.0端子を2基搭載している。
デフォルト解像度は1920×1080ピクセルで、設定により2560×1440ピクセルや1600×900ピクセルに切り替えることもできる。
蓋には空冷ファンが内蔵されており、本体の熱に応じてファンが稼働する仕組みになっている。

### DeX Pad
2018年4月9日（米国時間）に発表。
主な機能はDeX Stationと同じだが、接続した端末のタッチスクリーンをトラックパッドやキーボードのように使えるのが特徴になっている。
対応端末はGalaxy S8/Note8に加えGalaxy S9/S9+にも対応する。
イーサネットポートは廃止された。